# Wkręceni (High Life)
Wkręceni (High Life) – utwór polskiej piosenkarki Dody. Singel promujący jej pierwszy album koncertowy, Fly High Tour – Doda Live. Premiera piosenki odbyła się 10 października 2013 na antenie Radia Eska. Artystka po raz pierwszy w telewizji zaprezentowała ten utwór w programie Kuba Wojewódzki.
Piosenka początkowo promować miała również polską komedię zatytułowaną Wkręceni Piotra Wereśniaka. Mimo to pod koniec grudnia 2013 wydany został utwór Igora Herbuta z zespołu LemON pt. „Wkręceni – Nie ufaj mi” jako singel promujący film. Wtedy potwierdzono, że z powodu problemów z porozumieniem się z artystką w kwestiach promocyjnych, postanowiono nagrać inny utwór. Mimo to „Wkręceni (High Life)” wykorzystany został w produkcji w jednej z jej początkowych scen.
14 lutego 2014 opublikowano teledysk do utworu.

## Geneza i wydanie
Utwór „Wkręceni (High Life)” powstawał kilka tygodni. Piosenkę skomponowała Ania Dąbrowska, a wyprodukował ją Olek Świerkot. Tekst do niej napisała Agata Trafalska, Borys Dejnarowicz, Roman Szczepanek oraz Doda. 8 października został opublikowany 49 sekundowy fragment piosenki na stronie internetowej Radia Eska. Dwa dni później piosenka zadebiutowała na antenie tego radia.
Singel został wydany w formacie digital download na portalu Muzodajnia oraz iTunes. Audio udostępnione zostało również na stronie Deezer i YouTube.

## Notowania

### Listy airplay
| Kraj   | Notowanie (2013)         | Najwyższa pozycja na liście |
| ------ | ------------------------ | --------------------------- |
| Polska | ZPAV (AirPlay – Nowości) | 3                           |

### Listy przebojów
| Kraj   | Notowanie (2013)              | Najwyższa pozycja na liście |
| ------ | ----------------------------- | --------------------------- |
| Polska | Radio Eska (Gorąca 20)        | 3                           |
| Polska | Polskie Radio Szczecin (SLiP) | 22                          |
| Polska | Wietrzne Radio (Top 15)       | 2                           |